# 기후변화와 빈곤
기후변화와 빈곤(climate change and poverty)은 서로 깊게 얽혀 있다. 그 이유는 기후변화는 전 세계 저소득 지역사회와 개발도상국의 가난한 사람들에게 불균형적으로 영향을 미치기 때문이다. 빈곤층은 기후 변화에 대한 노출과 취약성이 증가하여 기후 변화의 악영향을 경험할 가능성이 더 높다. 취약성은 시스템이 기후 변동성 및 극한 현상을 포함한 기후변화의 부작용에 취약하거나 대처할 수 없는 정도를 나타낸다.
기후변화는 건강, 경제, 인권에 영향을 미쳐 기존의 불평등을 더욱 악화시킨다. 기후변화에 관한 정부간 협의체(IPCC)의 제4차 국가 기후 평가 보고서에 따르면 저소득층 개인과 지역 사회는 환경 위험과 오염에 더 많이 노출되어 있으며 기후 변화의 영향으로부터 회복하는 데 더 어려움을 겪고 있다. 예를 들어, 자연재해 이후 저소득층 지역사회를 재건하는 데는 더 오랜 시간이 걸린다. 유엔 개발 계획에 따르면 개발도상국은 기후 변화로 인한 피해의 99%를 겪고 있다.
기후 변화에 대한 여러 국가의 영향도 개발 단계에 따라 다르다. 세계 50개 후진국은 지구 온난화의 부산물인 온실 기체의 전세계 배출량에 1%를 기여하고 있다. 또한, 누적 온실가스 배출량의 92%는 세계 인구의 19%를 차지하는 북반 국가에서 발생하며, 배출량의 8%는 전 세계 온실가스 증가로 인해 가장 큰 영향을 받는 남반 국가에서 발생한다.
기후 및 분배 정의 문제는 기후 변화 정책 옵션의 핵심이다. 비용 편익 분석과 같은 환경 문제를 해결하기 위해 많은 정책 도구를 사용할 수 있다. 그러나 그러한 이 도구는 일반적으로 분배의 정의와 인권에 대한 환경적 영향에 대한 질문을 무시하기 때문에 그러한 문제를 다루지 않는다.